# 大营子乡 (喀喇沁左翼县)
大营子乡，是中华人民共和国辽宁省朝阳市喀喇沁左翼蒙古族自治县下辖的一个乡镇级行政单位。

## 行政区划
大营子乡下辖以下地区：
大营子村、大梁下村、林杖子村、大杖子村、甜水沟村、金杖子村和衣杖子村。